# Ondava
Az Ondava (helyenként Ondva) (szlovákul Ondava) kelet-szlovákiai folyó. Ondavafő közelében ered az Alacsony-Beszkidekben (másként Sárosi-határhegység), a lengyel határ közelében. A Latorcával Zemplén (Zemplín), Rad (Rad) és Imreg (Brehov) falvak közelében összefolyva alkotja a Bodrogot.

## Neve
A ma Ondavának nevezett folyó középkori neve Bodrog volt, eredetileg tehát a Bodrog egy „teljes folyót” jelölt, az eredettől egészen a Tisza-torkolatig, Tokaj városáig. Ma a Bodrog név csak a folyó alsó szakaszát jelöli.  

## Mellékvizei
Olyka, Tapoly és Helmec-patak.

## Települések a folyó mellett
| - Ondavafő (Ondavka) - Felsőpagony (Vyšná Polianka) - Váradka (Varadka) - Alsópagony (Nižná Polianka) - Miklósvölgye (Mikulášová) - Cigla (Cigla) - Cseres (Dubová) - Alsómerse (Nižný Mirošov) - Felsőodor (Vyšný Orlík) - Alsóodor (Nižný Orlík) - Felsővízköz (Svidník) - Szorocsány (Stročín) - Kishely (Mestisko) - Bányavölgy (Duplín) - Tizsény (Tisinec) - Sztropkó (Stropkov) - Sztropkó-Boksa (Stropkov-Bokša) - Sztropkó-Sitnyik (Stropkov-Sitník) - Nagyberezsnye (Breznica) - Minyevágása (Miňovce) - Lomna (Lomné) - Bodzás (Bžany) - Turány (Turany nad Ondavou) | - Kelcse (Nová Kelča) - Kisdomása (Malá Domaša) - Alsónyírjes (Slovenská Kajňa) - Benkőfalva (Benkovce) - Zemplénmátyás (Ondavské Matiašovce) - Telekháza (Sedliská) - Klazány (Kladzany) - Hencfalva (Hencovce) - Alsóköcsény (Kučín) - Alsógyertyán (Nižný Hrabovec) - Pósa (Poša) - Alsókörtvélyes (Nižný Hrušov) - Kolcsmező (Dlhé Klčovo) - Rákóc (Rakovec nad Ondavou) - Morva (Moravany) - Tusa (Tušice) - Tusaújfalu (Tušická Nová Ves) - Hór (Horovce) - Vásárhely (Trhovište) - Bánóc (Bánovce nad Ondavou) - Garany (Hraň) - Szürnyeg (Sirník) - Imreg (Brehov) |